# 铧山石刻造像
铧山石刻造像，是位于中国山东省泰安市东平县旧县乡铧山上的明代石刻，1996年入选东平县第三批文物保护单位。
铧山石刻造像位于铧山顶南北两个洞内，有数座圆雕佛像，北侧的朝阳洞包括一个高1.2米的观音坐像和高0.8米的韦驮像（头部已佚失），南侧的碧霞洞内石造像已不存，仅余有神台。另存3通清朝及民国时期碑记。